# Al-Tai Saudi Club
Al-Tai Saudi Club (en árabe: نادي الطائي السعودي‎) es un club de fútbol de Arabia Saudita. Su ciudad sede es Haíl, actualmente juega en la Primera División Saudí, segunda división del país.

## Entrenadores
- Jorvan Vieira (julio de 2006-noviembre de 2006)[5][6]
- Tahseen Jabbary (agosto de 2008-octubre de 2008)[7][8][9]
- Khalil Al-Masry (interino- octubre de 2008)[9]
- Abdellah Mecheri (octubre de 2008-diciembre de 2008)[10]
- Mohamed Aldao (diciembre de 2008-febrero de 2010)[11][12][13]
- Khalil Al-Masry (interino- 2010)[12][13]
- Ralph Borges Ferreira (julio de 2010-diciembre de 2010)[14][15]
- Hadi Ouali (diciembre de 2010-mayo de 2012)[15][16][17]
- Isidor (junio de 2012-mayo de 2013)[18][19][20]
- Paulinho McLaren (julio de 2013-diciembre de 2013)[21][22][23][24]
- Youssef Omar (interino- diciembre de 2013)[23]
- Bashir Abdel Samad (diciembre de 2013-julio de 2014)[24][25][26]
- Khalil Al-Masry (julio de 2014-?)[26]
- Jamal Belhadi (junio de 2015-agosto de 2015)[27][28][29]
- Yahya Benawi (interino- agosto de 2015-septiembre de 2015)[29]
- Carlos Roberto (septiembre de 2015-febrero de 2016)[30][31][32]
- Habib Ben Ramadan (febrero de 2016-mayo de 2016)[32][33]
- Juan Rodríguez (mayo de 2016-noviembre de 2016)[33][34]
- Amr Anwar (noviembre de 2016-enero de 2017)[34][35]
- Makram Abdullah (enero de 2017-diciembre de 2017)[36][37]
- Liviu Ciobotariu (diciembre de 2017-septiembre de 2018)[37][38]
- Dejan Arsov (interino- septiembre de 2018-octubre de 2018)[38]
- Djamel Belkacem (octubre de 2018-2019)[39]
- Claudiu Niculescu (junio de 2019-octubre de 2019)[40][41]
- Dejan Arsov (octubre de 2019-febrero de 2020)[42][43]
- Khalil Al-Muhanna (febrero de 2020-septiembre de 2020)[44][45]
- Víctor Afonso (interino- septiembre de 2020)[45][46]
- Dragan Talajić (septiembre de 2020-noviembre de 2020)[47][48]
- Mohamed Kouki (noviembre de 2020-agosto de 2021)[49][50]
- Zoran Manojlović (agosto de 2021-noviembre de 2021)[51][52]
- José Luis Sierra (noviembre de 2021-junio de 2022)
- Pepa (julio de 2022-enero de 2023)
- Mirel Rădoi (enero de 2023-mayo de 2023)
- José Pedro Barreto (interino) (mayo de 2023-mayo de 2023)
- Krešimir Režić (junio de 2023-septiembre de 2023)
- Laurențiu Reghecampf (septiembre de 2023-abril de 2024)
- Leonardo Ramos (abril de 2024-junio de 2024)
- Aleksandar Ilić (julio de 2024-octubre de 2024)